# فورست فايرستون
فورست فايرستون (بالإنجليزية: Forest Firestone)‏ هو لاعب كرة قدم أمريكية أمريكي، ولد في 27 يوليو 1876 في آكرون في الولايات المتحدة، وتوفي في 12 يوليو 1940 في كامبردج في الولايات المتحدة.